# Christian August Brandis

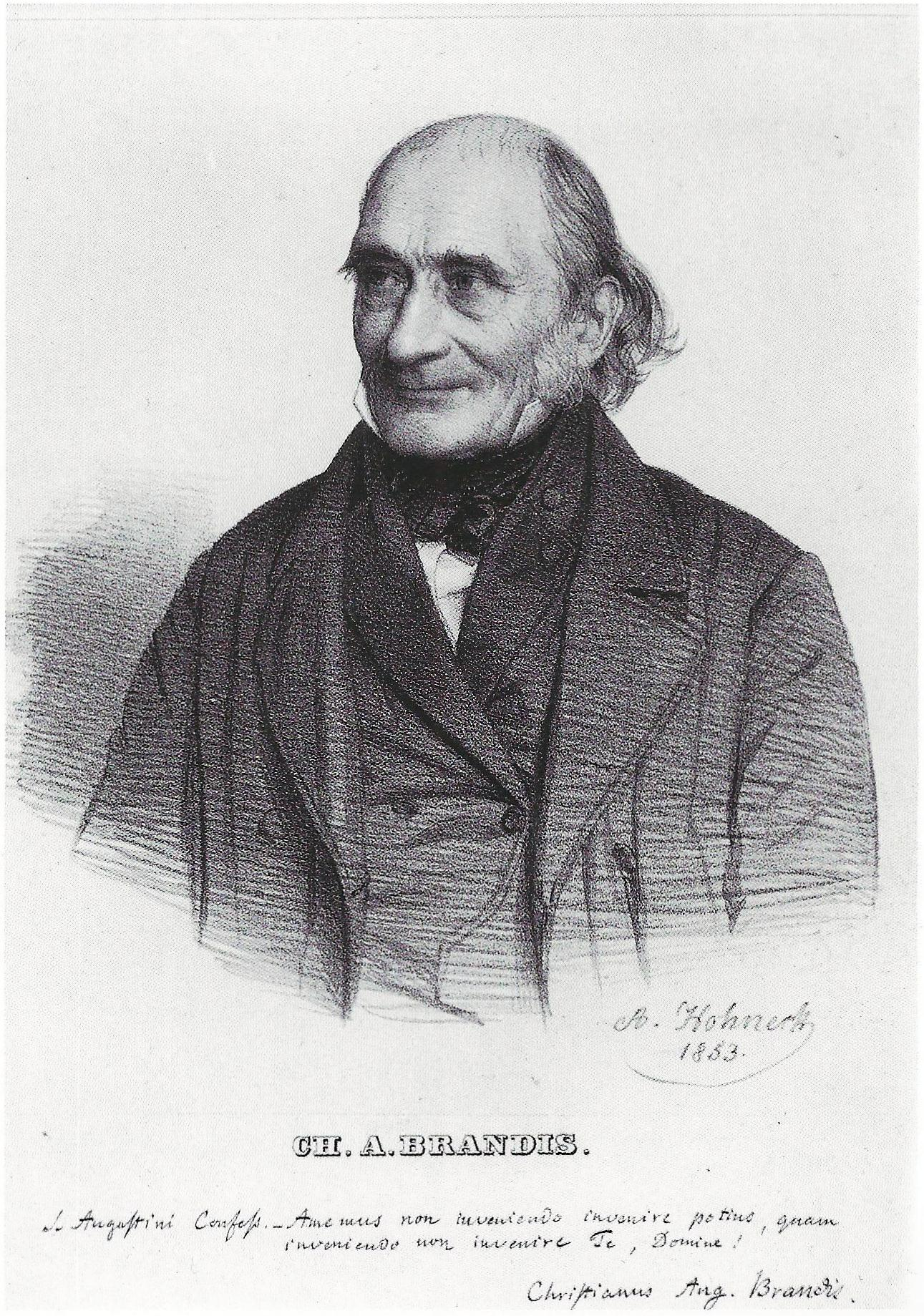
Christian August Brandis, Porträt (1853)

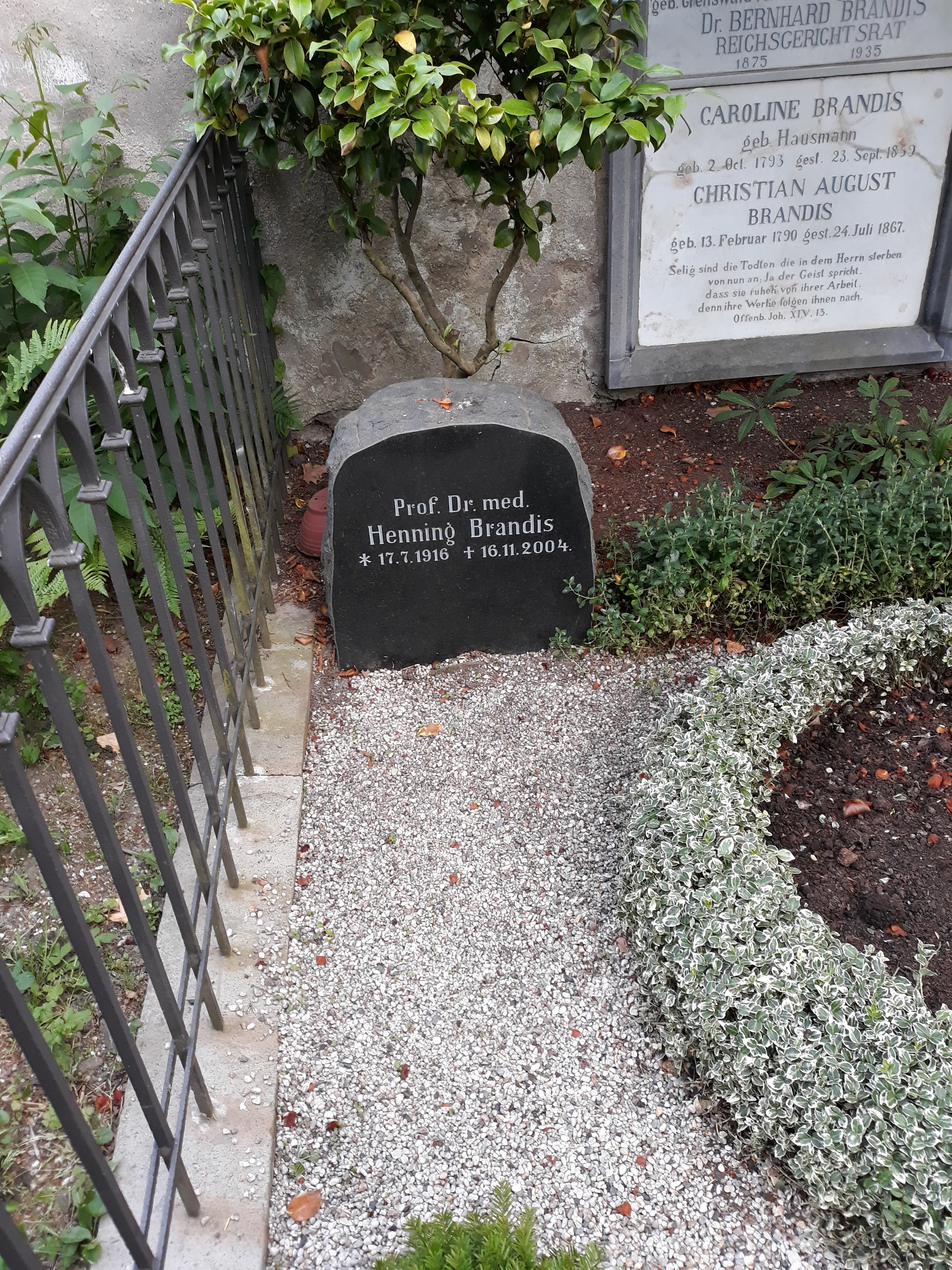
Das Grab von Christian August Brandis und seiner Ehefrau Caroline Hausmann im Familiengrab auf dem Alten Friedhof Bonn.

Christian August Brandis (* 13. Februar 1790 in Holzminden; † 21. Juli 1867 in Bonn) war ein deutscher Philosoph und preußischer Gesandtschaftssekretär.

## Leben
Sein Vater war der Arzt und Apotheker Joachim Dietrich Brandis. Nach dem Besuch der Gymnasien in Holzminden und Kiel studierte ab 1808 an der Universität Kiel zuerst Theologie, dann Philologie und Philosophie. Nach der Promotion im Jahre 1813 war er Lektor für Philosophie in Kopenhagen. 1818 erfolgte seine Ernennung zum Privatdozenten in Berlin, wo er noch im selben Jahr zum Professor ernannt wurde. Drei Jahre später, 1821, wechselte er an die Universität Bonn. 1826 ließ er sich am Rheinufer vor der Stadt auf der sogenannten „Herrenmauer“, dem heutigen südöstlichen Teil des Stadtgartens, eine Villa erbauen (1905 abgebrochen). 1833/34 amtierte er als Rektor der Universität.
1836 stellte das Ministerium Brandis für seine Aufgabe in Griechenland frei, so dass er im folgenden Jahr, 1837, als Kabinettsrat für zwei Jahre in den Dienst des griechischen Königs Otto I. trat. Nach seiner Entlassung 1839 kehrte er nach Bonn zurück. Brandis liegt auf dem Alten Friedhof in Bonn begraben.
Brandis erwarb sich einen Ruf als Philosophiehistoriker, der als einer der ersten in der Tradition der Hermeneutik Friedrich Schleiermachers stand. Sein Nachlass wird im Stadtarchiv Bonn aufbewahrt. Brandis ist der Vater des Botanikers Dietrich Brandis.

## Schriften
- Mittheilungen über Griechenland. Verlag F. A. Brockhaus, Leipzig 1842.
  - Bd. 1: Reiseskizzen. (Digitalisat)
  - Bd. 2: Zur Geschichte des Befreiungskrieges, nach griechischen Quellen. (Digitalisat)
  - Bd. 3: Blicke auf die gegenwärtigen Zustände des Königreichs. (Digitalisat)
- Geschichte der Entwickelungen der griechischen Philosophie und ihrer Nachwirkungen im römischen Reiche. Berlin 1862 (erhältlich als Nachdruck im Olms Verlag).
- Handbuch der Geschichte der Griechisch-Römischen Philosophie. Berlin 1835–1866 (erhältlich als Nachdruck im Olms Verlag).